# Ixora solomonensis
Ixora solomonensis là một loài thực vật có hoa trong họ Thiến thảo. Loài này được (Ridsdale) Mouly & B.Bremer mô tả khoa học đầu tiên năm 2009.